# Ћорић
Ћорић је српско и хрватско презиме. Значајни људи са презименом су:
- Борна Ћорић (рођен 1996), хрватски тенисер